# Werner Hilff
Werner Hilff (* 18. Juni 1911 in Recklinghausen; † 8. Mai 1988 ebenda) war ein deutscher Fahrlehrer.

## Leben
Werner Hilff war Inhaber der Fahrschule Hilff in Recklinghausen (später auch in Marl), die seit 1912 bestand und somit eine der ersten Fahrschulen Deutschlands war. Von 1963 bis 1974 war er Vorsitzender der Bundesvereinigung der Fahrlehrerverbände. Er war Motor bei der Schaffung einer stabilen gesetzlichen Grundlage für den Beruf der Fahrlehrer, die 1969 zur Verabschiedung des Fahrlehrergesetzes führte.
Er starb im Alter von 76 Jahren.

## Ehrungen
- 1982: Großes Verdienstkreuz der Bundesrepublik Deutschland